# Hong Sheng
Pour les articles homonymes, voir Hong.
Œuvres principales
Le Palais de la longévité
Hong Sheng, né en 1645, mort en 1704, est un dramaturge chinois.
Hong Sheng est né à Hangzhou (province du Zhejiang) en 1645, au tout début de la dynastie des Qing. Membre du collège impérial, il devient célèbre en 1688 avec sa pièce Le Palais de la longévité (Changsheng dian). La représentation de sa pièce durent une période de deuil impérial lui vaut un exil dans le Sud. Il y vit pauvrement et meurt par accident, de noyade, en 1704.
Poète, dramaturge, Hong Sheng est l'auteur de dix opéras, neuf chuanqi (dont Le Palais de la longévité) et un zaju, Les Quatre Beautés (Si chanjuan). En dehors du Palais et des Quatre Beautés, toutes ses pièces sont perdues.
Le Palais de la longévité de Hong Sheng et L'Éventail aux fleurs de pêcher (en) de Kong Shangren, jouées dans le style du kunqu, sont les deux pièces les plus célèbres du répertoire de la dynastie Qing.
Les Quatre Beautés, dans le genre du zaju, s'inspirent du Gibbon aux quatre cris de Xu Wei (1521-1593). Ces quatre beautés sont quatre célébrités féminines et artistes, l'histoire de chacune étant racontée en un acte.